# طوبين جرابي شمالي
الطوبين الجرابي الشمالي (الاسم العلمي:Notoryctes caurinus) (بالإنجليزية: Northern marsupial mole)‏ هو نوع من الثدييات يتبع جنس الطوبين الجرابي من فصيلة المناجذ الجرابية.